# Isidro Márquez
Isidro Márquez Espinoza (Navojoa Sonora; 14 de mayo de 1965) es un ex lanzador de béisbol profesional mexicano. Jugó como bateador y lanzador derecho, en las Grandes Ligas para los Medias Blancas de Chicago, 22 años en la Liga Mexicana y 21 años para la liga Mexicana de Pacífico.

## Ligas Menores en Estados Unidos
Los Dodgers de Los Ángeles lo compraron a los Tuneros de San Luis Potosí de la Liga Mexicana en 1988. Márquez jugó su primera temporada profesional (en el béisbol estadounidense) con los Dodgers de Bakersfield.  Avanzó con el equipo afiliado a los Medias Blancas en nivel Triple-A, los Sonidos de Nashville. 

## Grandes Ligas
Isidro Márquez debutó el 26 de abril de 1995 con los Medias Blancas de Chicago donde participó en 7 juegos durante una temporada a nivel de Grandes Ligas, con 0-1 en ganados y perdidos, 6.75 de efectividad y ocho ponches.

## Liga Mexicana de Béisbol
Estuvo 22 años en esta liga y se retiró el 2011.  Inició en 1985 con los Astros de Tampico y en 1986 pasó a los Tuneros de San Luis Potosí y con ellos inició 15 ocasiones y 10 como relevista. En 1992, 1993 y de 1996 a 1999 estuvo con los Tigres capitalinos.
Del 2000 al 2007 jugó con los Piratas de Campeche de la Liga Mexicana. 
En 2008 y 2009 jugó con Rojos del Águila de Veracruz.
En 2010 y 2011 estuvo para los desaparecidos Petroleros de Minatitlán, lanzando para 18 entradas en un juego. En el 2005 fue campeón en juegos salvados con 25. Isidro tuvo 301 salvamentos de por vida, siendo el líder del departamento.
Participó en 850 juegos, finalizando con 97-78 en ganados y perdidos (.554), 3.44 de efectividad, 757 ponches y 301 salvamentos, la mejor cifra de todos los tiempos.

## Liga Mexicana del Pacífico
Jugó en esta liga por 21 temporadas. Participó con Mayos de Navojoa, Ostioneros de Guaymas, Águilas de Mexicali, Venados de Mazatlán y Yaquis de Cd. Obregón.
Fue líder de salvamentos en cinco temporadas, hazaña que ningún otro lanzador ha podido conseguir hasta la fecha, jugando con Mexicali en 1993-94 (13), 1994-95 (13), 1998-99 (13), 1999-00 (19) y 2001-02 (17).
El velocista derecho vio acción en 557 encuentros, finalizando con 44 triunfos y 48 derrotas, para un porcentaje de .478, aunado a un excelente promedio de efectividad de 2.88, 448 ponches y 134 juegos salvados, cifra que le diera el liderato de todos los tiempos. Se distinguía por lanzamientos de bola submarina. 
Logró el récord de más temporadas seguidas siendo líder de juegos salvados (2) y el de más juegos salvados en un día (2), hecho que consumó en tres ocasiones. 
Fue campeón de ganados y perdidos en 1994-95 (8-0) y juegos ganados en esa misma campaña con Mexicali. 

## Entrenador
En 2012 los Piratas de Campeche le dieron la oportunidad de iniciar su carrera como entrenador de lanzadores y lo enviaron a la Liga Norte de México a Puerto Peñasco. Regresó a Campeche el 2013 y ahí se ha mantenido hasta 2020.
En 2019, fue el entrenador de lanzadores de la Selección Mexicana de Beisbol, que asistió a Japón a la ENEOS Samurai Japan. Inmediatamente siguió como entrenador de lanzadores con Piratas de Campeche.

## Reconocimientos
En 2020, Márquez fue incluido en el Salón de la Fama del Béisbol Profesional Mexicano. El premio al mejor lanzador lleva su nombre en la Mexicana del Pacífico.

## Vida familiar
Su hijo José Isidro Márquez, sigue los pasos de su padre, ya que también nacido en Navojoa pero el 17 de junio de 1994, juega con los Piratas de Campeche y es lanzador, y juega con el número 23.